# Крик любви
«Крик любви» (фр. Un grand cri d'amour) — французская комедия 1998 года, снятая режиссёром Жозиан Баласко.

## Сюжет
Театральному продюсеру Сильвестру нужно срочно найти замену забеременевшей актрисе. Он убеждает Юго Мартиаля играть спектакль с Жижи Ортега, его бывшей любовницей, ставшей алкоголичкой. Для Леона, режиссёра спектакля, их репетиции становятся сущим адом. Каждую минуту работа грозит остановиться, в то время как Сильвестр придумывает всё новые уловки, чтобы довести спектакль до успешного завершения.

## В ролях
- Жозиан Баласко — Жижи́ Ортега́
- Ришар Берри — Юго́ Мартиа́ль
- Даниэль Чеккальди — Сильвестр
- Даниэль Прево — Леон Лефранк
- Клод Берри — Майар
- Филипп Брюно — Рене
- Жан Саррюс — Жакки, рабочий сцены
- Жан-Мишель Тинивелли — второй рабочий сцены
- Мишель Филд — телеведущий
- Жан-Клод Буйон — журналист

## Съёмочная группа
- Режиссёр: Жозиан Баласко
- Сценарист: Жозиан Баласко
- Оператор: Жерар де Баттиста
- Композитор: Катрин Ренже